# Nanoose

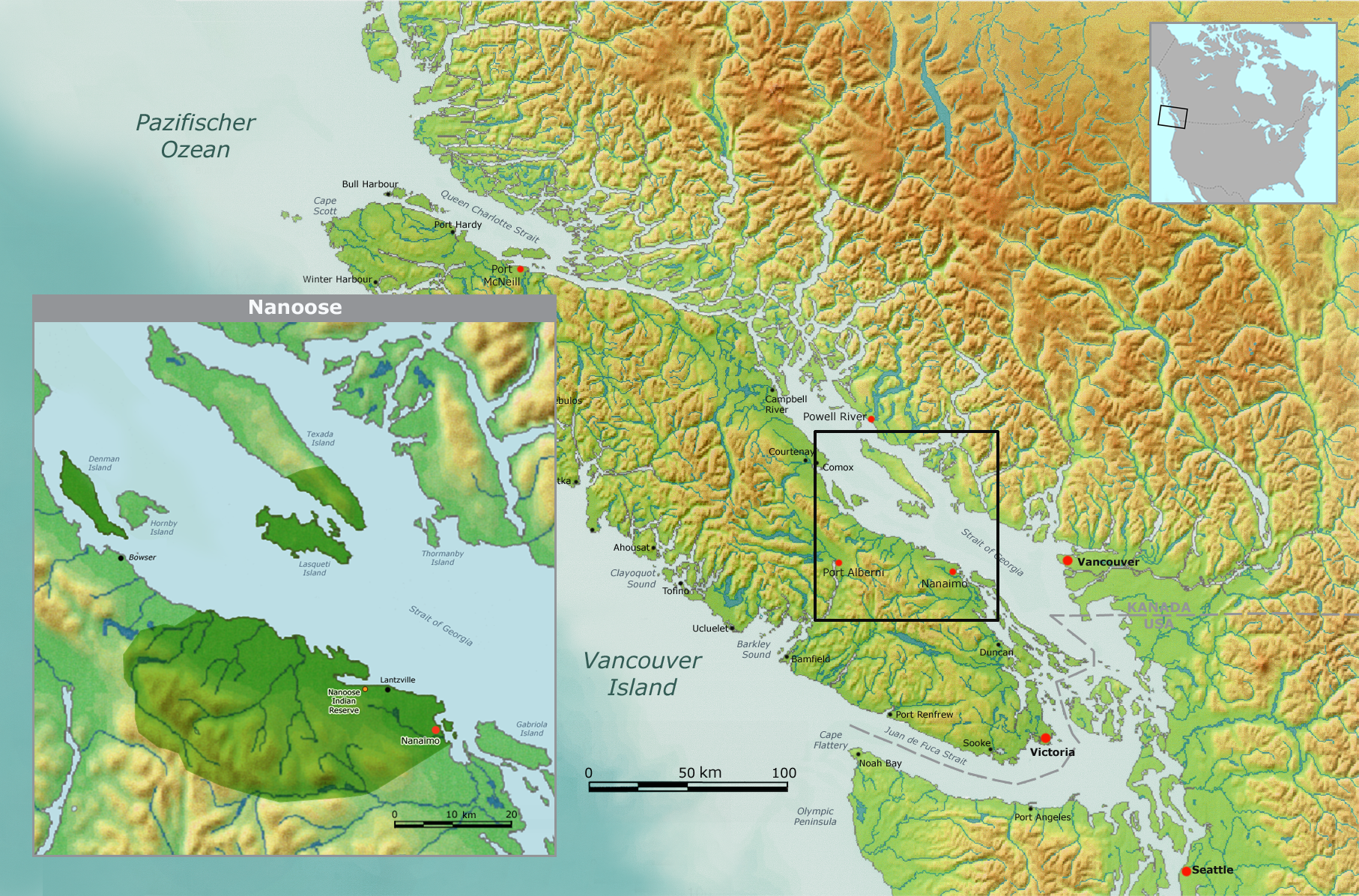
Traditionelles Territorium der Nanoose First Nation

Die Nanoose, Nanoose First Nation oder Sna-Naw-As First Nation sind eine der kanadischen First Nations in der Provinz British Columbia und gehören zur Gruppe der Küsten-Salish. Sie leben als einer der 19 Salish-Stämme auf der Insel im Südosten von Vancouver Island um Nanaimo, an der Nanoose Bay und sprechen einen Dialekt des Küsten-Salish, das Hul’qumi’num. Sie sind die nördlichen Nachbarn der Snuneymuxw und die südlichen der Qualicum.
Die Nanoose waren 2007 eines der fünf Mitglieder der Te`Mexw Treaty Association, zu denen neben den Nanoose die Beecher Bay, die Malahat, Songhees und T'sou-ke gehören.
Der Name leitet sich von dem Island-Halkomelem-Wort Nuas ab und bedeutet „vorwärts dringen“ oder „sich hineindrängen“, was sich auf die Form der Nanoose Bay bezieht. Im August 2009 waren 224 Menschen als Angehörige der Nanoose registriert.

## Geschichte
Ursprünglich waren die Nanoose ein Teil der Snuneymuxw. 
Wie bei allen Küsten-Salish, so gliederte sich die Gesellschaft in drei Gruppen, in den erblichen Adel, die Hauptgruppe der einfachen Stammesangehörigen und in Sklaven – im Allgemeinen Kriegsgefangene.
Der Lachs stand im Zentrum der Fischerei, dazu kamen Jagd und Sammeln. Getrockneter Lachs war ein wichtiges Handelsgut. Der Mythos vom Orca, der dem Stamm alle Lachse raubte, und gegen den der Schöpfer den Donnervogel aussandte, um ihn zu töten, ist symptomatisch für die Unersetzlichkeit der Lachsfänge.

### Erste Kontakte mit Weißen
Wie viele Angehörige der pazifischen Völker, so wurden auch die Nanoose um 1800 von schweren Epidemien dezimiert. 

### Reservate
Die Nanoose besitzen ein Reservat von 53,4 ha Größe am Südufer der Nanoose Bay, bei der Stadt Lantzville. Das Reservat an der Südseite der Nanoose Bay wurde ihnen 1876 von der Joint Reserve Commission zugewiesen. Dort errichtete der Stamm zwei Langhäuser, die jedoch 1928 zerstört wurden. Heute teilen sie sich das Langhaus in Nanaimo mit den Snuneymuxw.
Als die McKenna-McBride-Kommission ab 1913 die Reservate aufsuchte, schlug sie vor, dass das Reservat des „Nanoose Tribe“, „Nanoose, 209.00 acres“ bestehen bleiben sollte. Rechtskraft erhielten die Vorschläge der Kommission jedoch erst 1923.
Im März 2010 lebten 149 Nanoose in 65 Häusern innerhalb des Reservats, 8 in anderen Reservaten, weitere 69 wohnten außerhalb. Insgesamt waren 226 Menschen als Nanoose registriert.

## Aktuelle Situation

### Historisches Erbe
Im Oktober 1993 untersuchten die Archäologen John Dewhirst und Kevin Twohig eine Fundstätte in der Craig Bay (benannt nach einer der ersten Siedlerfamilien). Seit dem 9. Dezember 1994, als die Regierung die Erlaubnis an Intrawest gab, die Stätte auf insgesamt 14 ha abzutragen, die sie für 7,8 Millionen CAD gekauft hatte, kämpfen die Nanoose um ihre Begräbnisstätten in der Craig Bay, die von hohem spirituellem, aber auch archäologisch-historischem Wert sind. 1995 entstand ein erster Bericht, A Review of the Native Indian History of the Craig Bay Area, Parksville, B.C. Es handelt sich danach um bis zu 1.200 Gräber mit weit mehr als 10.000 Artefakten, mithin die größte Beerdigungsstätte in der gesamten Provinz British Columbia. 1995 waren bereits rund 400 ausgegraben, doch verlangten die Nanoose Mitspracherechte, auch bei den Grabungskampagnen. Das Problem ist von sehr grundsätzlicher Bedeutung auch in ökonomischer Hinsicht. Bei rund 23.000 archäologisch bedeutsamen Stätten in British Columbia werden jährlich ca. 400 Genehmigungen erteilt, die sich auf Baumaßnahmen beziehen. Daher kommt es sehr häufig zu Konflikten, denn der überwiegende Teil der Quellen zur Indianergeschichte liegt – oftmals nicht leicht erkennbar – unter der Erde. Die Craig Bay war neben Pender Island, wo man sich friedlich geeinigt hat, der bekannteste Fall.
Schon 1995 ergab sich vor der Gesetzgebenden Versammlung, dass zunächst eine Abmachung zwischen Craig Bay Estates Ltd. und den Nanoose vom Mai 1994 bestanden hatte. Nach rund vier Monaten intervenierte die zuständige Archäologiebehörde. Gleichzeitig wurde klar, dass die Nanoose von der Kaufsumme nichts erhalten hatten. Häuptling Wayne Edwards war entschlossen, die Stammesrechte vor die Öffentlichkeit zu bringen. Die Nanoose sind mit diesem Verfahren eine der ersten First Nations, die ein Mitspracherecht beim Umgang mit den archäologischen Stätten auf ihrem traditionellen Gebiet errungen haben. Auf der Gegenseite fürchtete man unkalkulierbare Investitionsrisiken. Am 28. Juni 1995 urteilte Richter Robert Hutchinson zugunsten des Unternehmens Craig Bay Estates Partnerships. Wegen seiner weitreichenden Konsequenzen ist das Verfahren von herausragender Bedeutung.
Ein weiterer Gesichtspunkt ist, dass vielen Bewohnern British Columbias die Geschichte der Region inzwischen als ihre eigene ins Bewusstsein rückt. So hat man in den letzten Jahren erkannt, dass archäologische Parks auch auf großes touristisches Interesse stoßen. Untersuchungen, wie die des Vancouver Island Biosphere Centers und ihre Planungsstudie vom März 2004 bestätigen das Potential.

### Infrastrukturelle Verbesserungen
2007 wurde für 4,4 Millionen CAD eine neue Kläranlage fertiggestellt, so dass die Fischbestände in der Bucht sich erholen können. Dazu wurden auf diese Art sieben neue Arbeitsplätze geschaffen. Außerdem verfügt der Stamm über das Uy’sqwalawun Childcare Centre, für Kinder unter drei Jahren.
Zur Ausstattung gehört auch ein schneller DSL-Internetzugang.
2010 entbrannte ein Streit um den Nanoose Bay Forest, der ein seltenes Biotop darstellt, das zahlreiche bedrohte Arten beherbergt. Die Nanoose sollten die Genehmigung erhalten, den seit fast einem Jahrhundert unberührten Wald abzuholzen.